# Hagnéville-et-Roncourt
Hagnéville-et-Roncourt és un municipi francès, situat al departament dels Vosges i a la regió del Gran Est. L'any 2007 tenia 83 habitants.

## Demografia

### Població
El 2007 la població de fet de Hagnéville-et-Roncourt era de 83 persones. Hi havia 32 famílies, de les quals 8 eren unipersonals (4 homes vivint sols i 4 dones vivint soles), 8 parelles sense fills i 16 parelles amb fills.
La població ha evolucionat segons el següent gràfic:
Habitants censats

### Habitatges
El 2007 hi havia 44 habitatges, 34 eren l'habitatge principal de la família, 6 eren segones residències i 4 estaven desocupats. 42 eren cases i 2 eren apartaments. Dels 34 habitatges principals, 31 estaven ocupats pels seus propietaris i 3 estaven llogats i ocupats pels llogaters; 1 tenia una cambra, 1 en tenia dues, 6 en tenien tres, 8 en tenien quatre i 18 en tenien cinc o més. 30 habitatges disposaven pel capbaix d'una plaça de pàrquing. A 18 habitatges hi havia un automòbil i a 14 n'hi havia dos o més.

### Piràmide de població
La piràmide de població per edats i sexe el 2009 era:
| Homes | Edats   | Dones |
| ----- | ------- | ----- |
| 0     | 95 o +  | 0     |
| 0     | 90 a 94 | 4     |
| 4     | 85 a 89 | 0     |
| 0     | 80 a 84 | 0     |
| 0     | 75 a 79 | 0     |
| 4     | 70 a 74 | 0     |
| 8     | 65 a 69 | 4     |
| 4     | 60 a 64 | 0     |
| 0     | 55 a 59 | 4     |
| 8     | 50 a 54 | 4     |
| 8     | 45 a 49 | 4     |
| 0     | 40 a 44 | 4     |
| 0     | 35 a 39 | 0     |
| 0     | 30 a 34 | 4     |
| 4     | 25 a 29 | 4     |
| 4     | 20 a 24 | 0     |
| 0     | 15 a 19 | 4     |
| 8     | 10 a 14 | 0     |
| 4     | 5 a 9   | 4     |
| 8     | 0 a 4   | 0     |

## Economia
El 2007 la població en edat de treballar era de 49 persones, 32 eren actives i 17 eren inactives. De les 32 persones actives 29 estaven ocupades (18 homes i 11 dones) i 3 estaven aturades (2 homes i 1 dona). De les 17 persones inactives 7 estaven jubilades, 5 estaven estudiant i 5 estaven classificades com a «altres inactius».
Activitats econòmiques
Dels 4 establiments que hi havia el 2007, 1 era d'una empresa de construcció, 1 d'una empresa de comerç i reparació d'automòbils, 1 d'una empresa d'hostatgeria i restauració i 1 d'una empresa de serveis.
L'únic servei als particulars que hi havia el 2009 era un electricista.
L'any 2000 a Hagnéville-et-Roncourt hi havia 8 explotacions agrícoles.

## Poblacions més properes
El següent diagrama mostra les poblacions més properes.